# Wolfgang Rademann
 (février 2016).
Si vous disposez d'ouvrages ou d'articles de référence ou si vous connaissez des sites web de qualité traitant du thème abordé ici, merci de compléter l'article en donnant les références utiles à sa vérifiabilité et en les liant à la section « Notes et références ».
Wolfgang Rademann est un journaliste et producteur de télévision allemand né le 24 novembre 1934 à Neuenhagen et mort le 31 janvier 2016 à Berlin. Il est notamment à l’origine des séries télévisées à succès Das Traumschiff et La Clinique de la Forêt Noire (Das Schwarzwaldklinik).

## Biographie
Wolfgang Rademann, fils d’un responsable des ventes dans l’industrie, accomplit après ses premières années d’école un apprentissage de trois ans pour devenir typographe, auprès de l’Ostberliner Nachtexpress et du Tägliche Rundschau. Son père meurt de sous-nutrition alors que Rademann est âgé de douze ans. De 1953 jusqu’à sa fuite à Berlin-Ouest, il travaille en tant que journaliste local indépendant à Berlin-Est.
Il organise la télédiffusion d’émissions de musique de danse et de variétés.
Sur une suggestion du compositeur de cinéma Martin Böttcher, Wolfgang Rademann s’installe dans la partie ouest de la ville, où il poursuit ses activités de journalisme en écrivant pour le magazine Stern et le journal B.Z.
En 1962, Rademann obtient son premier contrat de la part d’Éric van Aro, pour son épouse d’alors, Caterina Valente. Il devient ensuite l’agent de Pierre Brice et de Peter Alexander.
Durant ses premiers contacts avec le milieu de la télévision, en 1964, il met en place avec Henno Lohmeyer l’émission Das Leben ist die größte Show (La vie est le plus grand des spectacles) pour ZDF. D’autres émissions journalistiques de divertissement sont alors Zwischenstation (Station intermédiaire), Gefragte Gäste (On interroge les invités), Der Stargast (L’invité des étoiles) et Sing mit Horst (Chante avec Horst, avec Horst Jankowski et sa chorale).